# Olimpiada szachowa 1969
Olimpiada szachowa 1969 rozegrana została w Lublinie w dniach 8–23 września 1969 r.

## 4. olimpiada szachowa kobiet
Wyniki końcowe (system kołowy, 14 rund).
| Miejsce | Kraj           | Punkty |
| ------- | -------------- | ------ |
| 1       | ZSRR           | 26     |
| 2       | Węgry          | 20½    |
| 3       | Czechosłowacja | 19     |
| 4       | Jugosławia     | 18½    |
| 5       | Bułgaria       | 17½    |
| 6       | NRD            | 17     |
| 7       | Polska         | 16½    |
| 8       | Rumunia        | 16½    |
| 9       | Holandia       | 13     |
| 10      | Anglia         | 12½    |
| 11      | RFN            | 10     |
| 12      | Dania          | 10     |
| 13      | Austria        | 6      |
| 14      | Belgia         | 4½     |
| 15      | Irlandia       | 2½     |

| Miejsce | Medalistki + skład reprezentacji Polski                      |
| ------- | ------------------------------------------------------------ |
| 1       | Nona Gaprindaszwili, Ałła Kusznir, Nana Aleksandrija         |
| 2       | Mária Ivánka, Zsuzsa Verőci, Károlyné Honfi                  |
| 3       | Štěpánka Vokřálová, Květa Eretová, Jana Malypetrová          |
|         | Krystyna Radzikowska, Mirosława Litmanowicz, Anna Jurczyńska |